# 橡胶衬套
橡胶衬套，是专门为矿冶设备而制造的，用来延长渣浆泵，浮选机和矿山传输管道的寿命。
橡胶是由天然橡胶和其他成分混合而成，依据不同的使用环境，使用不同配方的橡胶。目前所有的矿山企业都在应用。